# Алакаев, Хамзат
Хамзат Алакаев (род. 1926) — чеченский советский колхозник, депутат Верховного Совета СССР.

## Биография
Родился в 1926 году. Чеченец. Член КПСС с 1957 года. Образование среднее специальное.
В 1944 году колхозник. В 1944—1957 годах — слесарь завода. С 1957 года инструктор Гудермесского райисполкома. С 1962 года главный агроном, а с 1965 года — бригадир комплексной бригады колхоза «40 лет Октября» Гудермесского района Чечено-Ингушской АССР.
Депутат Совета Национальностей Верховного Совета СССР 9-го созыва (1974—1979) от Гудермесского избирательного округа № 673 Чечено-Ингушской АССР. Член Комиссии по транспорту и связи Совета Национальностей.
Награждён орденом Октябрьской Революции.